# The Queen's Corgi
The Queen's Corgi (prt: Cai na Real, Corgi; bra: Corgi: Top Dog) é um filme de longa-metragem de animação produzido por nWave Pictures. O filme está sendo dirigida por Ben Stassen e Vincent Kesteloot, e escrito por John R. Smith e Rob Sprackling. É baseado na rainha e a amizade de corgis. O filme segue um corgi chamado Rex, que se perdeu e tenta encontrar seu caminho para casa.
Rex, o cão favorito da Rainha da Inglaterra, se perde e precisa fazer novos amigos e viver altas aventuras para voltar ao palácio.

## Elenco
- Julie Walters como A Rainha
- Sheridan Smith como Wanda
- Ray Winstone como Tyson
- Jack Whitehall como Rex
- Matt Lucas como Charlie
- Tom Courtenay como O Duque de Edimburgo
- Anthony Skordi como Nelson
- Colin McFarlane como Chefe
- Nina Wadia como Patmore
- Sarah Hadland como Mitzi
- Debra Stephenson como Melania Trump
- Jon Culshaw como Donald Trump

## Produção
A empresa da Bélgica está produzindo e animando o filme. A empresa de cinema "charadas está vendendo o filme para países do mundo. O filme vai custar em algum lugar no alcance de 20 milhões para fazer.

## Lançamento
Este filme é esperado para liberar algum dia em 2019 em países ao redor do mundo, incluindo a França, a China, o Reino Unido, América Latina, os Estados Unidos, Rússia e também muitos mais países.